# Maité Vera
Maité Vera (1931 - La Habana, 10 de mayo de 2016), es una dramaturga, escritora y guionista cubana. 
Vera estudió pintura y dibujo en la Academia San Alejandro. Estudió en el Instituto Superior de Arte (ISA) a los 45 años, cuando ya era abuela se graduó a los 51 años.
Fue una de las más prolíficas autoras de guiones para la televisión cubana. 
Ganadora del Premio de Instructores de Arte y el Premio Nacional de Literatura de Cuba otorgado por la Unión Nacional de Escritores y Artistas de Cuba (UNEAC) en 1975.
Falleció el 10 de mayo de 2016 a los 85 años, de una dolencia intestinal en La Habana.

## Obras
Algunas de sus obras fueron:
- 1976, La peña del León
- 1981, El viejo espigón
- 1982, Oro verde
- 2005, Al compás del son
- 2005, Lo que me queda por vivir
- 2010, Añorado encuentro
- Nuevas raíces
- Cuando el amor no alcanza

## Premios
- Premio de Instructores de Arte
- 1975, Premio Nacional de Literatura de Cuba
- Medalla del Laureado.
- Medalla Raúl Gómez García.